# Lizard Pond
Lizard Pond är en sjö i Kanada.   Den ligger i provinsen British Columbia, i den sydvästra delen av landet, 3 700 km väster om huvudstaden Ottawa. Lizard Pond ligger 328 meter över havet.
I omgivningarna runt Lizard Pond växer i huvudsak barrskog. Trakten runt Lizard Pond är nära nog obefolkad, med mindre än två invånare per kvadratkilometer.